# پاول باشکین
پاول باشکین (روسی: Павел Евгеньевич Башкин؛ زادهٔ ۱ سپتامبر ۱۹۷۸) بازیکن هندبال اهل روسیه است.